# George Nuttall
George Nuttall   (San Francisco, 5 de juliol de 1862 - Londres, 16 de desembre de 1937) George Henry Falkiner Nuttall FRS va ser un bacteriòleg anglo-estatunidenc que va contribuir al coneixement dels paràsits i dels insectes portadors de les malalties. Va fer importants descobriments en immunologia i sobre malalties transmeses per artròpodes especialment les paparres. Amb William Welch identificà Clostridium perfringens, com l'organisme responsable de causar la gangrena. També investigà les propietats bactericides de la sang.
Nascut a califòrnia, es traslladà a Anglaterra l'any 1899 i va esdevenir associat a la Universitat de Cambridge.
Nuttall fundà i edità la revista científica Journal of Hygiene el 1901 i també Parasitology el 1908.

## Publicacions
- Hygienic Measures in Relation to Infectious Diseases (1903)
- Blood Immunity and Blood Relationship (1904), establint la identificació dels diferents tipus de sang
- The Bacteriology of Diphtheria (1908), amb Graham Smith and others
- Ticks (1908 et. seq.), amb C. Warburton i altres
- The Drug Treatment of Canine Piroplasmosis (1910)
- Russian Ixosoidea (1912)
- The Training and Status of Public Health Officers in the United Kingdom (1913)

## Paràsits que reben el seu nom
- Nuttallia — que es troba en cavalls i gossos.

N. equi, aque es troba en cavalls. Probablement transmesa per la paparra Rhipicephalux everti. Sinònims: Babesia equi i B. caballi.
N. gibso'ni es troba en gossos.